# Вільям Волворт
Вільям Волворт (англ. William Walworth; бл. 1322 — 1385) — державний діяч, торгівець королівства Англії, лорд-мер Лондона в 1374—1375, 1380—1381 роках.

## Життєпис
Походив із родини Волвортів із Дарему. Дата народження невідома. Спочатку був підмайстром у Джона Лавкейна, лондонського купця з гільдії риботорговців (частини віктуалерів — «старого патриціату»).
Увійшов до «старого патриціату», стає прихильником Вільяма Куртене, єпископа Герефорду. 1368 року змінив Лавкейна на посаді олдермена району Лондонського мосту. 1370 року став шерифом. 1371 року стає членом Парламенту від Лондонського Сіті. 1374 року обирається лордом-мером Лондона. Під час свого перебування на посаді лорда-мера знищив лихварство в Лондоні.
1377 року стає олдерменом. Разом з лорд-мером Ніколасом Брембром й олдерменом Джоном Філпотом (обидва зі «старого патриціату») визначав міську політику. Обирався членом Парламенту в 1376, 1377 та 1383 роках. Був одним з багатих купців, які завдяки дружбі з королівською фавориткою Еліс Перрерс мав великий вплив на старіючого короля Едуарда III. Разом з іншими представниками «старого патриціату» завищував ціни на продукти, давав королю гроші в борг під високі відсотки і домагався видання вигідних для себе едиктів.
Був одним із кредиторів корони на початку правління короля Річарда II. Деякий час Волверт служив в Митному управлінні на чолі з Джеффрі Чосером. Втім внаслідок дій Джона Гонта, герцога Ланкастеру, втратив посаду з контролю фінансів в Лондоні.
Під час селянського повстання 1381 року вдруге обіймав посаду лорда-мера Лондона. Його ненависть викликало те, що посталі знищили борделі в Бенксайді, одним з власників яких був Волворт. Вільям Волворт наказавши закрити всі ворота міста і підняти мости, ультимативно зажадав від повстанців припинити просування до Лондона. Але завдяки деяким олдерменам повсталі увійшли до Лондона. Слідом за цим пропонував зібрати загін у 2 тис. вояків з багатих ремісників Лондона, до яких можна було б додати тауерську залогу в 600 латників та найманців сера Роберта Нолліса. Проти цього виступив граф Солсбері, що запропонував тягнути час. Згодом під час третьої зустрічі короля Річарда II і лідера повсталих Вота Тайлера на полі Смітфілд, лорд-мер підступно напав на останнього, поранивши того баселардом. Після цього того було вбито. На зворотному шляху повсталих на полі біля монастиря Святого Іоанна зустріли загони Волворта та сера Роберта Нолліса, які змусили основні сили повстанців залишити Лондон, схопивши лише їх очільників та найбільш активних діячів. Незабаром відбулося придушення повстання.
За участь у придушенні повстання був нагороджений лицарським титулом і довічною пенсією. Брав участь у відновленні миру в графстві Кент. 1382 року знову стає олдерменом. Помер в 1385 році в Лондоні, був похований в лондонській церкві Святого Михайла.

## Пам'ять
- Став героєм англійських казок і книги Річарда Джонсона «Nine Worthies of London», яка описує досягнення дев'яти найбільш видатних городян Лондона.
- Скульптура Вільяма Волворта на Холборнському віадуці в Лондоні 1591 року.